# Тім Мастнак
Тім Мастнак (31 січня 1991 , Целє ) — словенський сноубордист, срібний призер Олімпійських ігор 2022 року.

## Олімпійські ігри
| Рік  | Місто                     | ПГС |
| ---- | ------------------------- | --- |
| 2018 | Пхьончхан, Південна Корея | 16  |
| 2022 | Пекін, Китай              | 2   |

## Чемпіонат світу
| Рік  | Місто                  | ПС | ПГС |
| ---- | ---------------------- | -- | --- |
| 2015 | Крайшберг, Австрія     | 28 | 30  |
| 2017 | Сьєрра-Невада, Іспанія | 32 | 39  |
| 2019 | Парк-Сіті, США         | 2  | 28  |
| 2021 | Рогла, Словенія        | 13 | 17  |